# Benito Juárez, Chihuahua
Benito Juárez är en ort i Mexiko.   Den ligger i kommunen Ignacio Zaragoza och delstaten Chihuahua, i den nordvästra delen av landet, 1 500 km nordväst om huvudstaden Mexico City. Benito Juárez ligger 1 959 meter över havet och antalet invånare är 6 138.
Terrängen runt Benito Juárez är huvudsakligen kuperad, men den allra närmaste omgivningen är platt. Benito Juárez ligger nere i en dal. Runt Benito Juárez är det mycket glesbefolkat, med 4 invånare per kvadratkilometer. Benito Juárez är det största samhället i trakten. Omgivningarna runt Benito Juárez är i huvudsak ett öppet busklandskap.